# Brista
Brista je naselje unutar mjesnog odbora Staševica u Republici Hrvatskoj, u sastavu Grada Ploča, Dubrovačko-neretvanska županija.

## Znamenitosti
- Nekropola stećaka Staro greblje iznad Jezerca, skupina 26 stećaka koju je prvi put opisao i skicirao 1886. don Petar Kaer, tadašnji župnik Briste i Pasičine.[1] Članak o nekropoli objavio je u tadašnjem francuskom časopisu Bulletin de la Société d’anthropologie de Lyon.[2]
- Crkva Svih Svetih za koju don Petar Kaer navodi da potječe iz 17. stoljeća izgrađena na mjestu bivše kapele sv. Ivana. Dobrim je dijelom građena od stećaka, a do 1733. bila je župna crkva cijelog Podjezerja (tadašnje župe Brista i Pasičina, Plina, te Otrić – Struge. U groblju oko nje nalazi se šest stećaka u obliku sanduka, a dva se nalaze na padini ispod crkve. Uz istočni zid crkve nalazi se prapovijesna kamena gomila, a u njenoj neposrednoj blizini nalazi se i kamenolom stećaka.[3]

## Vanjske poveznice
ploce.hr